# Kushinagar (huyện)
Huyện Kushinagar là một huyện thuộc bang Uttar Pradesh, Ấn Độ. Thủ phủ huyện Kushinagar đóng ở Padarauna. Huyện Kushinagar có diện tích 2909 ki lô mét vuông. Đến thời điểm năm 2001, huyện Kushinagar có dân số 2891933 người.